# Радакин, Энтони
Энтони Дэвид Радакин (англ. Sir Antony David Radakin; род. 10 ноября 1965) — адмирал, 24-й глава оборонного ведомства Великобритании — Начальник штаба обороны, с ноября 2021 года, сменил генерала сэра Ника Картера. Радакин также занимал должность Первого морского лорда, с июня 2019 по ноябрь 2021 года. Он был начальником штаба командования вооружённых сил Великобритании с 2016 по 2018 год, заместителем начальника штаба ВМФ с 2018 по 2019 год.

## Ранняя жизнь и образование
Родился 10 ноября 1965 года в Олдеме, Ланкашир, Англия, получил образование в государственных школах Бристоля.
Изучал право в Саутгемптонском университете, по целевому направлению Королевского флота Великобритании.
Получил степень бакалавра права в 1989 году, квалификацию адвоката в 1996 году.
Изучал международные отношения и оборону в Королевском колледже Лондона, получил степень магистра искусств (MA) в 2000 году.

## Военно-морская карьера

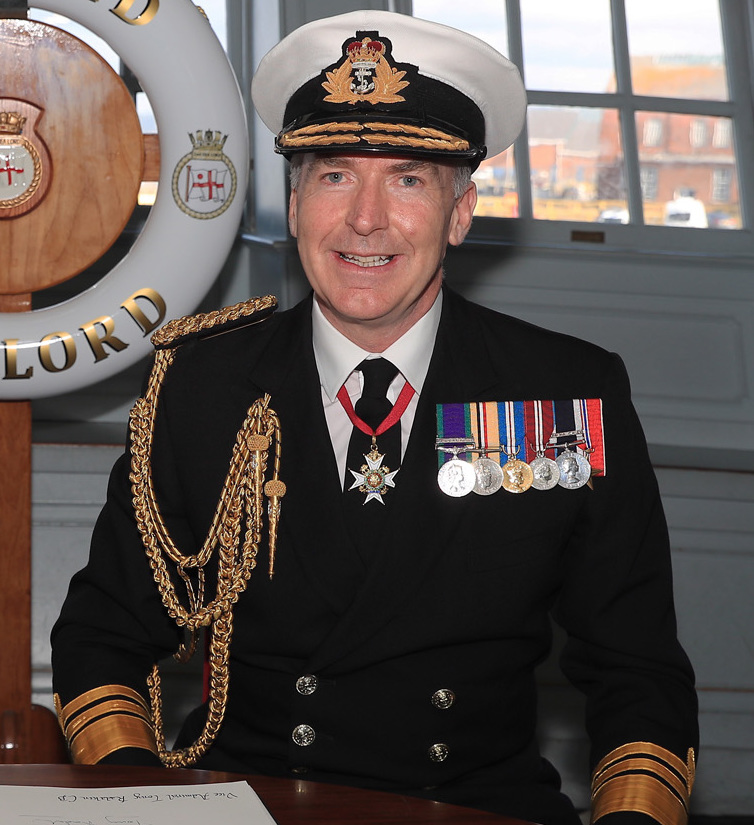
Вице-адмирал Радакин в роли второго морского лорда

Начал службу в Королевском флоте 20 октября 1990 года. 1 ноября 1996 года ему было присвоено звание лейтенант-командира, после чего он стал командиром фрегата HMS, Норфолк. В 2003 году, командир переходной группы ВМС США / Великобритании в Ираке в 2006 году и командующий объединённой оперативной группой США / Великобритании в Ираке в 2010 году. За это турне президент США наградил его медалью «Бронзовая звезда».
Получив звание командора 30 августа 2011 года, стал командиром HMNB Portsmouth в октябре 2011 года. В ноябре 2012 года он был назначен директором по развитию сил Министерства обороны. Получив звание контр-адмирала 3 декабря 2014 года, он стал командующим ВМС Соединённого Королевства и контр-адмиралом надводных кораблей в декабре 2014 года и начальником штаба Объединённого командования сил в марте 2016 года.
Получив звание вице-адмирала 27 марта 2018 года после назначения вторым морским лордом и заместителем начальника военно-морского штаба. Он был произведён в адмиралы и сменил адмирала сэра Филиппа Джонса на посту Первого морского лорда и начальника штаба ВМС в июне 2019 года.
В 2019 году Радакин инициировал программу реформирования Королевского флота под лозунгом «Преобразование Королевского флота». Инициатива включала увеличение оперативного преимущества Великобритании в Северной Атлантике, разработку авианосных ударных операций с использованием недавно построенных авианосцев HMS Queen Elizabeth и HMS Prince of Wales, увеличение передового присутствия Королевского флота по всему миру, преобразование Королевской морской пехоты в коммандос будущего. Сила и совершенствование использования ВМФ технологий и инноваций. Как ни странно, это также включало сорокапроцентное сокращение адмиралов в Королевском флоте и сорокапроцентное сокращение штата штаб-квартиры. Радакин награждён Орденом Бани.

### Начальник штаба обороны
7 октября 2021 года было объявлено о назначении Радакина начальником штаба обороны 30 ноября 2021 года. Премьер-министр Борис Джонсон назначил его вместо предпочитаемого Министерством обороны кандидата генерала сэра Патрика Сандерса из-за репутации Радакина как реформатора и предвидения Джонсоном будущих военно-морских конфликтов в Средиземноморском и Индо-Тихоокеанском регионах. Радакин уступил пост Первого морского лорда адмиралу сэру Бену Ки в ноябре 2021 года.
Радакин выступил со своей первой речью начальника штаба обороны перед Королевским институтом объединённых служб в декабре 2021 года. Он заявил, что перспективы безопасности для Великобритании были «гораздо более сложными и опасными, чем когда-либо за последние 30 лет» и что геополитическая ситуация была «настоящим ощущением возврата в будущее, с возвращением государства как центральная, неотъемлемая черта международной системы». Он также заявил, что британские военные рискуют выглядеть «нелепо», пока не улучшат разнообразие и лидерство в вооруженных силах.
7 января 2022 года Радакин заявил, что Великобритания столкнулась с рядом проблем безопасности со стороны России и что попытка повредить подводные кабели связи может рассматриваться Великобританией как «военный акт». Однако он также заявил, что Великобритания и Россия продолжают ежедневно тестировать телефонную связь между министерством обороны Великобритании и российским ситуационным центром, которая может быть использована, «если потребуются срочные переговоры для деэскалации инцидента».
Во время вторжения России на Украину в 2022 году Радакин заявил, что победа России не является неизбежной. Отвечая на вопрос в программе BBC Sunday Morning, был ли захват Украины Россией «неизбежным», Радакин ответил: «Нет. Я думаю, что мы видели российское вторжение, которое идет не очень хорошо».

## Личная жизнь
В 1995 году Радакин женился на Луизе. Вместе у них четверо сыновей. Также является президентом Ассоциации сквоша Королевского флота и Теннисной ассоциации вооружённых сил.